# Гуадалупе (Нуево Леон)
Вижте пояснителната страница за други населени места с името Гуадалупе.
Гуадалупе (на испански: Guadalupe) е град в щата Нуево Леон, в североизточната част на Мексико. Гуадалупе е с население от 673 616 жители (по данни от 2010 г.) и обща площ от 151,30 км². Градът е основан на 4 януари 1714 г.